# Dreiliņi
Dreiliņi er en af Rigas 47 bydele (lettisk: apkaime, sing.). Dreiliņi har 3.799 indbyggere og dets areal udgør 415,50 hektar, hvilket giver en befolkningstæthed på 9 indbyggere per hektar.

## Eksterne kildehenvisninger
- Apkaimes – Rigas bydelsprojekt Arkiveret 9. juni 2010 hos  Wayback Machine